# 오사카부 선거구
오사카부 선거구(일본어: 大阪府選挙区)는 일본의 참의원 선거구이다.

## 선거구 정보
| 지역      | 오사카부 전역            |
| 의원 정수 | 8명 (개선 정수 4명)      |
| 유권자 수 | 7,322,198명 (2022년 9월) |

## 역대 의원
| 홀수회                          | 홀수회                         | 홀수회                       | 홀수회                     | 홀수회        | 짝수회                     | 짝수회                       | 짝수회                        | 짝수회                     | 짝수회                        |
| 의원 1                          | 의원 2                         | 의원 3                       | 의원 4                     | 선거          | 선거                       | 의원 1                       | 의원 2                        | 의원 3                     | 의원 4                        |
| ------------------------------- | ------------------------------ | ---------------------------- | -------------------------- | ------------- | -------------------------- | ---------------------------- | ----------------------------- | -------------------------- | ----------------------------- |
| 이와키 데쓰로 (민주당)          | 모리시타 마사카즈 (일본사회당) | 나카이 미쓰지 (민주당)       |                            | 1947년 제1회  | 1947년 제1회               | 사토 기센 (일본자유당)       | 오야 신조 (일본자유당)        | 무라오 시게오 (일본사회당) |                               |
| 이와키 데쓰로 (민주당)          | 모리시타 마사카즈 (일본사회당) | 나카이 미쓰지 (민주당)       |                            | 1950년 제2회  | 오야 신조 (자유당)         | 무라오 시게오 (일본사회당)   | 사토 기센 (자유당)            |                            |                               |
| 나카야마 후쿠조 (녹풍회)        | 모리시타 마사카즈 (일본사회당) | 미조부치 하루지 (자유당)     | 1951년 보궐                |               | 오야 신조 (자유당)         | 무라오 시게오 (일본사회당)   | 사토 기센 (자유당)            |                            |                               |
| 모리시타 마사카즈 (사회당 우파) | 나카야마 후쿠조 (녹풍회)       | 가메다 도쿠지 (사회당 좌파)  | 1953년 제3회               |               | 오야 신조 (자유당)         | 무라오 시게오 (일본사회당)   | 사토 기센 (자유당)            |                            |                               |
| 모리시타 마사카즈 (사회당 우파) | 나카야마 후쿠조 (녹풍회)       | 가메다 도쿠지 (사회당 좌파)  |                            | 1956년 제4회  | 사토 기센 (자유민주당)     | 쓰바키 시게오 (일본사회당)   | 시라키 기이치로 (무소속)      |                            |                               |
| 오카와 미쓰조 (자유민주당)      | 나카야마 후쿠조 (녹풍회)       | 가메다 도쿠지 (사회당 좌파)  | 1957년 보궐                |               | 사토 기센 (자유민주당)     | 쓰바키 시게오 (일본사회당)   | 시라키 기이치로 (무소속)      |                            |                               |
| 아카마 분조 (자유민주당)        | 무라오 시게오 (일본사회당)     | 가메다 도쿠지 (일본사회당)   | 1959년 제5회               | 1959년 보궐   | 오카와 미쓰조 (자유민주당) | 쓰바키 시게오 (일본사회당)   | 시라키 기이치로 (무소속)      |                            |                               |
| 아카마 분조 (자유민주당)        | 무라오 시게오 (일본사회당)     | 가메다 도쿠지 (일본사회당)   |                            | 1962년 제6회  | 쓰바키 시게오 (일본사회당) | 시라키 기이치로 (무소속)     | 나카야마 후쿠조 (자유민주당)  |                            |                               |
| 아카마 분조 (자유민주당)        | 다시로 후지오 (공명당)         | 가메다 도쿠지 (일본사회당)   | 1965년 제7회               |               | 쓰바키 시게오 (일본사회당) | 시라키 기이치로 (무소속)     | 나카야마 후쿠조 (자유민주당)  |                            |                               |
| 아카마 분조 (자유민주당)        | 다시로 후지오 (공명당)         | 가메다 도쿠지 (일본사회당)   |                            | 1968년 제8회  | 나카야마 다로 (자유민주당) | 시라키 기이치로 (공명당)     | 무라오 시게오 (민주사회당)    |                            |                               |
| 아카마 분조 (자유민주당)        | 다시로 후지오 (공명당)         | 사사키 시즈코 (일본사회당)   | 1971년 제9회               |               | 나카야마 다로 (자유민주당) | 시라키 기이치로 (공명당)     | 무라오 시게오 (민주사회당)    |                            |                               |
| 구쓰누기 다케코 (일본공산당)    | 다시로 후지오 (공명당)         | 사사키 시즈코 (일본사회당)   | 1973년 보궐                |               | 나카야마 다로 (자유민주당) | 시라키 기이치로 (공명당)     | 무라오 시게오 (민주사회당)    |                            |                               |
| 구쓰누기 다케코 (일본공산당)    | 다시로 후지오 (공명당)         | 사사키 시즈코 (일본사회당)   |                            | 1974년 제10회 | 나카야마 다로 (자유민주당) | 시라키 기이치로 (공명당)     | 하시모토 아쓰시 (일본공산당)  |                            |                               |
| 모리시타 다이 (자유민주당)      | 다시로 후지오 (공명당)         | 구쓰누기 다케코 (일본공산당) | 1977년 제11회              |               | 나카야마 다로 (자유민주당) | 시라키 기이치로 (공명당)     | 하시모토 아쓰시 (일본공산당)  |                            |                               |
| 모리시타 다이 (자유민주당)      | 다시로 후지오 (공명당)         | 구쓰누기 다케코 (일본공산당) |                            | 1980년 제12회 | 나카야마 다로 (자유민주당) | 나카무라 에이이치 (무소속)   | 시라키 기이치로 (공명당)      |                            |                               |
| 요코야마 노크 (무소속)          | 다시로 후지오 (공명당)         | 모리시타 다이 (자유민주당)   | 1983년 제13회              |               | 나카야마 다로 (자유민주당) | 나카무라 에이이치 (무소속)   | 시라키 기이치로 (공명당)      |                            |                               |
| 요코야마 노크 (무소속)          | 다시로 후지오 (공명당)         | 모리시타 다이 (자유민주당)   |                            | 1986년 제14회 | 니시카와 기요시 (무소속)   | 미네야마 아키노리 (공명당)   | 구쓰누기 다케코 (일본공산당)  |                            |                               |
| 요코야마 노크 (무소속)          | 다시로 후지오 (공명당)         | 쓰보이 가즈타카 (자유민주당) | 1987년 보궐                |               | 니시카와 기요시 (무소속)   | 미네야마 아키노리 (공명당)   | 구쓰누기 다케코 (일본공산당)  |                            |                               |
| 요코야마 노크 (무소속)          | 요시이 히데카쓰 (일본공산당)   | 쓰보이 가즈타카 (자유민주당) | 1988년 보궐                |               | 니시카와 기요시 (무소속)   | 미네야마 아키노리 (공명당)   | 구쓰누기 다케코 (일본공산당)  |                            |                               |
| 다니하타 다카시 (일본사회당)    | 요코야마 노크 (무소속)         | 시라하마 가즈요시 (공명당)   | 1989년 제15회              |               | 니시카와 기요시 (무소속)   | 미네야마 아키노리 (공명당)   | 구쓰누기 다케코 (일본공산당)  |                            |                               |
| 다니하타 다카시 (일본사회당)    | 요코야마 노크 (무소속)         | 시라하마 가즈요시 (공명당)   |                            | 1992년 제16회 | 니시카와 기요시 (무소속)   | 야마시타 에이이치 (공명당)   | 쓰보이 가즈타카 (자유민주당)  |                            |                               |
| 시라하마 가즈요시 (신진당)      | 야마시타 요시키 (일본공산당)   | 다니가와 슈젠 (자유민주당)   | 1995년 제17회              |               | 니시카와 기요시 (무소속)   | 야마시타 에이이치 (공명당)   | 쓰보이 가즈타카 (자유민주당)  |                            |                               |
| 시라하마 가즈요시 (신진당)      | 야마시타 요시키 (일본공산당)   | 다니가와 슈젠 (자유민주당)   |                            | 1998년 제18회 | 니시카와 기요시 (무소속)   | 야마시타 에이이치 (공명당)   | 미야모토 다케시 (일본공산당)  |                            |                               |
| 다니가와 슈젠 (자유민주당)      | 시라하마 가즈요시 (공명당)     | 야마모토 다카시 (민주당)     | 2001년 제19회              |               | 니시카와 기요시 (무소속)   | 야마시타 에이이치 (공명당)   | 미야모토 다케시 (일본공산당)  |                            |                               |
| 다니가와 슈젠 (자유민주당)      | 시라하마 가즈요시 (공명당)     | 야마모토 다카시 (민주당)     |                            | 2004년 제20회 | 오다치 모토유키 (민주당)   | 야마시타 에이이치 (공명당)   | 기타가와 잇세이 (자유민주당)  |                            |                               |
| 우메무라 사토시 (민주당)        | 시라하마 가즈요시 (공명당)     | 다니가와 슈젠 (자유민주당)   | 2007년 제21회              |               | 오다치 모토유키 (민주당)   | 야마시타 에이이치 (공명당)   | 기타가와 잇세이 (자유민주당)  |                            |                               |
| 우메무라 사토시 (민주당)        | 시라하마 가즈요시 (공명당)     | 다니가와 슈젠 (자유민주당)   |                            | 2010년 제22회 | 이시카와 히로타카 (공명당) | 기타가와 잇세이 (자유민주당) | 오다치 모토유키 (민주당)      |                            |                               |
| 아즈마 도루 (일본유신회)        | 야나기모토 다쿠지 (자유민주당) | 스기 히사타케 (공명당)       | 다스미 고타로 (일본공산당) | 2013년 제23회 | 이시카와 히로타카 (공명당) | 기타가와 잇세이 (자유민주당) | 오다치 모토유키 (민주당)      |                            |                               |
| 아즈마 도루 (일본유신회)        | 야나기모토 다쿠지 (자유민주당) | 스기 히사타케 (공명당)       | 다스미 고타로 (일본공산당) |               | 2016년 제24회              | 마쓰카와 루이 (자유민주당)   | 아사다 히토시 (오사카 유신회) | 이시카와 히로타카 (공명당) | 다카기 가오리 (오사카 유신회) |
| 우메무라 미즈호 (일본유신회)    | 아즈마 도루 (일본유신회)       | 스기 히사타케 (공명당)       | 오타 후사에 (자유민주당)   | 2019년 제25회 |                            | 마쓰카와 루이 (자유민주당)   | 아사다 히토시 (오사카 유신회) | 이시카와 히로타카 (공명당) | 다카기 가오리 (오사카 유신회) |
| 우메무라 미즈호 (일본유신회)    | 아즈마 도루 (일본유신회)       | 스기 히사타케 (공명당)       | 오타 후사에 (자유민주당)   |               | 2022년 제26회              | 다카기 가오리 (일본유신회)   | 마쓰카와 루이 (자유민주당)    | 아사다 히토시 (일본유신회) | 이시카와 히로타카 (공명당)    |

## 최근 선거 결과

### 2016년 (제24회)
| 제24회 참의원 의원 통상선거오사카부 선거구 (정수: 4명)     |                   |               |             |        |      |      |
| 선거일: 2016년 7월 10일유권자수: 7,292,841명투표율: 52.23% |                   |               |             |        |      |      |
| 후보                                                       | 후보              | 정당          | 득표        | 득표율 | 당락 | 비고 |
|                                                            | 마쓰카와 루이     | 자유민주당    | 761,424표   | 20.41% | 당선 |      |
|                                                            | 아사다 히토시     | 오사카 유신회 | 727,495표   | 19.50% | 당선 |      |
|                                                            | 이시카와 히로타카 | 공명당        | 679,378표   | 18.21% | 당선 |      |
|                                                            | 다카기 가오리     | 오사카 유신회 | 669,719표   | 17.95% | 당선 |      |
|                                                            | 와타나베 유이     | 일본공산당    | 454,502표   | 12.18% |      |      |
|                                                            | 오다치 모토유키   | 민진당        | 347,753표   | 9.32%  |      |      |
|                                                            | 후루카와 히데오   | 일본의 마음   | 37,913표    | 1.02%  |      |      |
|                                                            | 사노 아케미       | 지지정당 없음 | 36,646표    | 0.98%  |      |      |
|                                                            | 가즈모리 게이고   | 행복실현당    | 16,532표    | 0.44%  |      |      |
| 합계                                                       | 합계              | 합계          | 3,731,362표 |        |      |      |

### 2019년 (제25회)
| 제25회 참의원 의원 통상선거오사카부 선거구 (정수: 4명)     |                 |                             |             |        |      |      |
| 선거일: 2019년 7월 21일유권자수: 7,311,131명투표율: 48.63% |                 |                             |             |        |      |      |
| 후보                                                       | 후보            | 정당                        | 득표        | 득표율 | 당락 | 비고 |
|                                                            | 우메무라 미즈호 | 일본유신회                  | 729,818표   | 20.88% | 당선 |      |
|                                                            | 아즈마 도루     | 일본유신회                  | 660,128표   | 18.89% | 당선 |      |
|                                                            | 스기 히사타케   | 공명당                      | 591,664표   | 16.93% | 당선 |      |
|                                                            | 오타 후사에     | 자유민주당                  | 559,709표   | 16.01% | 당선 |      |
|                                                            | 다쓰미 고타로   | 일본공산당                  | 381,854표   | 10.93% |      |      |
|                                                            | 가메이시 미치코 | 입헌민주당                  | 356,177표   | 10.19% |      |      |
|                                                            | 니샨타          | 국민민주당                  | 129,587표   | 3.71%  |      |      |
|                                                            | 오자키 마사노리 | NHK로부터 국민을 지키는 당  | 43,667표    | 1.25%  |      |      |
|                                                            | 하마다 다케시   | 안락사 제도를 생각하는 모임 | 14,732표    | 0.42%  |      |      |
|                                                            | 가즈모리 게이고 | 행복실현당                  | 11,203표    | 0.32%  |      |      |
|                                                            | 아다치 미키요   | 올리브나무                  | 9,314표     | 0.27%  |      |      |
|                                                            | 사사키 이치로   | 노동자당                    | 7,252표     | 0.21%  |      |      |
| 합계                                                       | 합계            | 합계                        | 3,495,105표 |        |      |      |

### 2022년 (제26회)
| 제26회 참의원 의원 통상선거오사카부 선거구 (정수: 4명)     |                     |                 |             |        |      |      |
| 선거일: 2022년 7월 10일유권자수: 7,299,848명투표율: 52.45% |                     |                 |             |        |      |      |
| 후보                                                       | 후보                | 정당            | 득표        | 득표율 | 당락 | 비고 |
|                                                            | 다카기 가오리       | 일본유신회      | 862,736표   | 23.09% | 당선 |      |
|                                                            | 마쓰카와 루이       | 자유민주당      | 725,243표   | 19.41% | 당선 |      |
|                                                            | 아사다 히토시       | 일본유신회      | 598,021표   | 16.01% | 당선 |      |
|                                                            | 이시카와 히로타카   | 공명당          | 586,940표   | 15.71% | 당선 |      |
|                                                            | 다쓰미 고타로       | 일본공산당      | 337,467표   | 9.03%  |      |      |
|                                                            | 이시다 도시타카     | 입헌민주당      | 197,975표   | 5.30%  |      |      |
|                                                            | 야하타 아이         | 레이와 신센구미 | 110,767표   | 2.96%  |      |      |
|                                                            | 오타니 유리코       | 국민민주당      | 103,052표   | 2.76%  |      |      |
|                                                            | 아부라타니 세이치로 | 참정당          | 97,426표    | 2.61%  |      |      |
|                                                            | 니시타니 히사요시   | 유신정당·신풍   | 37,088표    | 0.99%  |      |      |
|                                                            | 요시다 히로유키     | NHK당           | 21,663표    | 0.58%  |      |      |
|                                                            | 니시카와 교코       | NHK당           | 13,234표    | 0.35%  |      |      |
|                                                            | 마루요시 다카후미   | NHK당           | 11,220표    | 0.30%  |      |      |
|                                                            | 혼다 가오리         | 일본제일당      | 9,138표     | 0.24%  |      |      |
|                                                            | 가즈모리 게이고     | 행복실현당      | 8,111표     | 0.22%  |      |      |
|                                                            | 다카야마 준자부로   | NHK당           | 7,254표     | 0.19%  |      |      |
|                                                            | 고토 요시히로       | 신당 구니모리   | 6,217표     | 0.17%  |      |      |
|                                                            | 오시코시 세이치     | 깨어나라 일본당 | 2,440표     | 0.07%  |      |      |
| 합계                                                       | 합계                | 합계            | 3,735,992표 |        |      |      |

## 같이 보기
- 오사카부 제1구
- 오사카부 제2구
- 오사카부 제3구
- 오사카부 제4구
- 오사카부 제5구
- 오사카부 제6구
- 오사카부 제7구
- 오사카부 제8구
- 오사카부 제9구
- 오사카부 제10구
- 오사카부 제11구
- 오사카부 제12구
- 오사카부 제13구
- 오사카부 제14구
- 오사카부 제15구
- 오사카부 제16구
- 오사카부 제17구
- 오사카부 제18구
- 오사카부 제19구